# Chapeiry
Chapeiry é uma comuna francesa na região administrativa de Auvérnia-Ródano-Alpes, no departamento de Alta Saboia. Estende-se por uma área de 5,76 km². Em 2010 a comuna tinha 943 habitantes (densidade: 163,7 hab./km²).